# Krik 4
Krik 4 (izvirni angleški naslov Scream 4) je grozljivka iz leta 2011, delo filmskega režiserja Wesa Cravna. Je četrti in zadnji film iz filmske serije Krik (Scream). Scenarist filma Kevin Williamson je napisal scenarij že za Krik (Scream) in Krik 2 (Scream 2). V filmu igrajo David Arquette, Neve Campbell, Courteney Cox, Emma Roberts, Hayden Panettiere, Anthony Anderson, Alison Brie, Adam Brody, Rory Culkin, Marielle Jaffe, Erik Knudsen, Mary McDonnell, Marley Shelton in Nico Tortorella. Zgodba sledi Sidney Prescott, ki se vrne v Woodsoboro 10 let po dogodkih v Kriku 3 (Scream 3), zaradi svoje knjige. Takoj, ko prispe začne nekdo z masko pobijati študente Woodsoboroške srednje šole, Sidneyine prijatelje in celo njenega bratranca. Prescott, Gale Weathers-Riley in Dewey Riley morajo še enkrat ustaviti morilca, vendar se morajo prej naučiti ''nova pravila'' preživetja v grozljivkah.
Na začetku, bi naj bil Krik trilogija, vendar je bila produkcija odobrena s strani Boba Weinsteina. Glede na zaslužek, bi lahko bil Krik 4 prvi del nove trilogije. Campbell, Arquette in Cox so edini člani zasedbe iz prejšnjih filmov, in so zanj podpisali prvega septembra 2009. Panettiere in Rory Culkin pa sta prva člana nove zasedbe, ki sta podpisala za film maja 2010. Ashley Greene je imela namen igrati glavni lik Jill, vendar je tega prevzela Roberts. Snemanje je potekalo v Ann Arborju v Michiganu, od junija do septembra 2010.
Krik 4 je bil izdan 15. aprila 2011, in je zaslužil 19.3 milijona $ v ZDA in Kanadi v začetnem tednu. Tako je postal drugi najmanj dobičkonosen film v filmski seriji odkar je izšel prvi film, čeprav je prejel več pozitivnih kritik kot njegov predhodnik. To je bila zadnja režija Wesa Cravena pred njegovo smrtjo štiri leta kasneje.

## Vsebina
Na petnajsto obletnico umorov iz Woodsboroja, nov morilec napade in brutalno ubije študentki Jenny Randall in Marnie Cooper.
Naslednji dan se v Woodsboro vrne Sidney Prescott, zaradi svoje knjige, Iz teme, z njeno publicistko Rebecco Walters. Ker se v Sidneyinem sposojenem avtomobilu najdejo dokazi, mora Sidney ostati v Woodsboroju dokler se ne najde pravega morilca. Sidneyina najstniška sestrična Jill, ki ima opravka z izdajo svojega bivšega fanta, Trevorja Sheldona, prejme grozeč telefonski klic morilca. Zato njo in njeni prijateljici Olivio Morris in Kirby Riley, izpraša Dewey Riley, ki je sedaj šerif mesta, pomaga pa mu namestnica Judy Hicks. Medtem Deweyeva žena Gale Weathers-Riley trpi za pomanjkanje idej za svojo novo knjigo, zato pisanje opusti in se odloči raziskati umore. 
Sidney ostane pri svoji teti Kate Roberts. Kasneje ponoči Olivio, ki živi v sosednji hiši, napade in ubije morilec, medtem ko Jill in Kirby to z grozo opazujeta. Sidney in Jill odhitita Olivii na pomoč, vendar ju morilec rani in pobegne. Sidney in Jill sta tako premeščeni v bolnišnico. Kasneje v parkirni hiši bonišnice, morilec ubije Rebecco. Medtem se Gale, ki poskuša priti umorom do dna, poveže s srednješolskima filmskima navdušencema Charliem Walkerjem in Robbiem Mercerjem, ki ji pojasnita da morilec ubija v stilu remakov grozljivk. Charlie pripomni, da bo morilec zagotovo udaril na zabavi ta večer.
Gale se odpravi raziskovat na zabavo, kjer jo morilec zabode vendar pobegne, ko na kraj dogodka pride Dewey, kateri jo odpelje v bolnišnico. Pri Jill doma, Sidney opazi, da sta policista ki stražita pred hišo mrtva. Prav tako ugotovi, da je Jill odšla k Kirby. Sidney se odpravi po stopnicah navzdol, vendar začne njo in Kate loviti morilec. Morilec tako zabode in ubije Kate. Potem, ko pride namestnica Judy Hicks, se Sidney odpravi k Kirby, da bi rešila Jill.
Jill, Kirby, Charlie, Robbie in Trevor so pri Kirby doma, ko tja pride morilec in ubije pijanega Robbiea. Sidney prihiti v hišo, Kirby pa je prisiljena odgovarjati na vprašanja glede grozljivk, da bi rešila Charliea, ki je zunaj zvezan. Ko Kirby odgovori na vprašanja, odhiti ven, da bi ga odvezala, vendar jo ta zabode v trebuh in se izda kot morilec. Sidney nato pobegne Charlieu, vendar jo zabode drugi morilec za katerega se izkaže, da je Jill. Jill ji pojasni, da bosta s Charliem izvedla remake prvih umorov, saj je Jill ljubosumna na Sidney zaradi slave, ki jo ima zaradi preživetja vseh pokolov. Skupaj s Charliem nameravata vse umore naprtiti Trevorju, katerega ubijeta, nato pa Jill ubije še Charliea. Jill še enkrat zabode Sidney v trebuh, nato pa sama sebe poškoduje, da bi bilo videt, kot da jo je poškodoval Trevor. Kasneje Dewey, Judy in ostala policija pride na kraj dogodka.
Jill nato premestijo v bolnišnico, vendar ko slednja izve, da je Sidney še živa, se odpravi k njej. Dewey, Gale in Judy se odpravijo k Sidney na pomoč in skupaj premagajo Jill, katero Sidney ustreli v glavo. Dewey nato pokliče policijo in novinarje, ter predstavi Jill kot junakinjo iz filma, da slednja tako končno dobi svojih ''15 minut slave''.

## Igralci
- Neve Campbell kot Sidney Prescott
- David Arquette kot Dewey Riley
- Courteney Cox kot Gale Weathers
- Emma Roberts kot Jill Roberts
- Hayden Panettiere kot Kirby Reed
- Rory Culkin kot Charlie Walker
- Erik Knudsen kot Robbie Mercer
- Nico Tortorella kot Trevor Sheldon
- Marley Shelton kot Judy Hicks
- Alison Brie kot Rebecca Walters
- Mary McDonnell kot Kate Roberts
- Marielle Jaffe kot Olivia Morris
- Anthony Anderson kot Anthony Perkins
- Adam Brody kot Ross Hoss
- Aimee Teegarden kot Jenny Randall
- Britt Robertson kot Marnie Cooper
- Anna Paquin kot Rachel
- Kristen Bell kot Chloe
- Lucy Hale kot Sherrie
- Shenae Grimes kot Trudie
- Roger L. Jackson kot morilčev glas